# FC Fiorentino
FC Fiorentino (Football Club Fiorentino) je sanmarinský fotbalový klub z obce Fiorentino založený v roce 1974. Klubové barvy jsou modrá a červená. Do roku 2005 se klub jmenoval SS Montevito.

## Úspěchy
- Campionato Sammarinese di Calcio (sanmarinská fotbalová liga)
  - 1× vítěz (1991/92 - jako SS Montevito)[1]

## Názvy klubu
- 1974–2005: SS Montevito
- 2005– : FC Fiorentino